# Ana Itelman
Ana Itelman (Santiago, Chile, 20 de agosto de 1927 -  Buenos Aires, 16 de septiembre de 1989) fue una bailarina, coreógrafa y directora de ballet chilena considerada como una de las «pioneras de la danza contemporánea en Argentina», país en el cual llevó a cabo la mayor parte de su trayectoria.

## Biografía
Ana Itelman nació en Santiago, Chile en 1927. Cuando apenas contaba con dos años de edad, su familia se mudó a Buenos Aires, Argentina. 

## Formación académica
Sus estudios universitarios los llevó a cabo en el Conservatorio Nacional de Música y Arte Escénico. Poco después, se unió al grupo de danza contemporánea de Myriam Winslow, considerado como la primera compañía de danza contemporánea en Argentina.
En 1945, a sus 18 años de edad, viajó a Estados Unidos donde conoció a la bailarina estadounidense Martha Graham, así como a Hanya Holm y a José Limón, entre otros.

## Trayectoria
En 1947 volvió a Argentina y, si bien llegó a participar en algunas producciones como bailarina solista, se vio incapaz de continuar bailando debido a una enfermedad. Ante esto, optó por dedicarse a la coreografía. Tres años después, en 1950, abrió su propia escuela de danza. De acuerdo a la Fundación Konex, en 1955, Itelman montó la producción Ciudad nuestra Buenos Aires en el Teatro Nacional Cervantes, la cual se convirtió en la primera en combinar el tango, la poesía y la danza contemporánea.
Una década después, en 1957, volvió a viajar a EE.UU donde permanecería por los próximos doce años en Nueva York desempeñándose como profesora y directora del departamento de danza del Bard College. En este período, colaboró con Merce Cunningham, Hanya Holm, Alwyn Nikolais, además de estudiar maquillaje e iluminación con Erwin Piscator, teatro con Lee Strasberg y dirección televisiva y pintura en el Brooklyn Museum of Arts. Frecuentemente, visitaba Argentina para estrenar nuevas producciones tales como Casa de puertas y Odi et emo. Finalmente, en 1969, volvió una vez más a Argentina donde inauguró el Café Estudio de Teatro Danza de Ana Itelman, cuyo propósito es difundir nuevas formas de danza. A lo largo de los próximos años, creó y dirigió varias producciones de ballet para los grupos de ballet contemporáneo del Teatro General San Martín y del Teatro Colón.

## Fallecimiento
Se suicidó en 1989, a la edad de 62 años. Ese mismo año, la Fundación Konex la galardonó con el «Diploma al Mérito - Coreógrafo». Cabe señalarse que la Fundación Antorchas creó el Archivo Itelman, compuesto de información biográfica sobre la bailarina así como varias de sus reflexiones en torno a la danza.

## Trayectoria

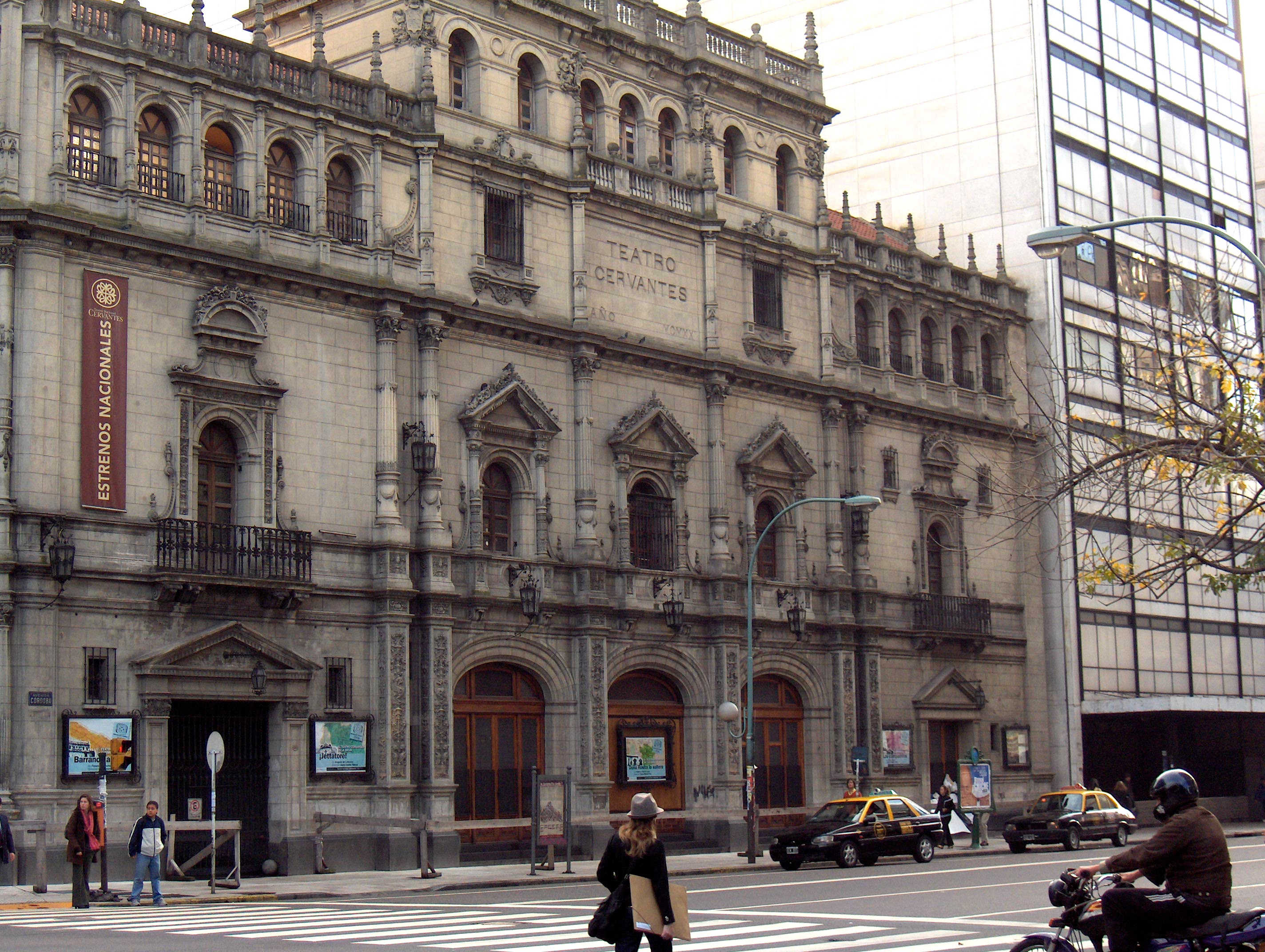
En 1955, Itelman estrenó su producción de ballet Ciudad nuestra Buenos Aires en el Teatro Nacional Cervantes, en Argentina, la cual se convirtió en la primera producción en combinar el tango, la poesía y la danza contemporánea.

- Fedra (voz en off, compositora musical, coreógrafa y directora)
- La viuda alegre (coreógrafa)
- The boy friend (coreógrafa)
- Casa de puertas (bailarina, vestuarista, iluminadora y coreógrafa)
- Río...de janeiro a janeiro (coreógrafa)
- Drama en la ciudad (bailarina, coreógrafa y directora)
- Poof (entrenadora corporal)
- Vaiviene (idea, coreógrafa, directora)
- Cuatro entretiempos (coreógrafa)
- Paralelo al horizonte (coreógrafa)
- El puente de los suspiros (voz en off, iluminadora, coreógrafa y directora)
- El Capote (adaptación, iluminadora y coreógrafa)
- 20X12 + 1 Fuga (iluminadora y coreógrafa)
- Pasión y muerte de Silverio Leguizamón (entrenadora de actores)
- Suite de percal (coreógrafa)
- Periferia (iluminadora y coreógrafa)
- Los vértices (escenógrafa, coreógrafa y directora general)
- La historia del soldado (versión, iluminadora, coreógrafa y directora general)
- La historia de un soldado (coreógrafa)
- Aquí no podemos hacerlo (iluminadora y coreógrafa)
- Casa de puertas (coreógrafa)
- Las casas de Colomba (iluminadora y coreógrafa)
- Y ella lo visitaba (coreógrafa)
- Vidas paralelas (coreógrafa)
- Conferencia (vestuarista y coreógrafa)
- Suite de Tangos (coreógrafa)
- Espectros (iluminadora)
- Las mil y una nachas (coreógrafa)
- Gracias (coreógrafa)
- Y dale baldomero (coreógrafa)
- Guía orquestal para la juventud (bailarina, vestuarista, escenógrafa y coreógrafa)
- Pedro y el lobo (vestuarista, escenógrafa y coreógrafa)
- Crónicas momentáneas (vestuarista y coreógrafa)
- 2 x 2 tangos (bailarina, vestuarista, escenógrafa y coreógrafa)
- Alicia en el país de las maravillas (directora)
- Fausto (coreógrafa)
- Novena partida de ajedrez: fischer-petrosian (bailarina, vestuarista y escenógrafa)
- Dos poemas (voz en off y coreógrafa)
- ¿quién le teleman al rococo? (coreógrafa)
- Doble tres (vestuarista y coreógrafa)
- Ciudad nuestra Buenos Aires (guionista, diseño sonoro, coreógrafa y directora)
- Odi et amo (diseño sonoro y coreógrafa)
- Jeux (coreógrafa)
- Amigos de la Danza (coreógrafa)
- Agon (diseñadora de coreografía y puesta en escena)
- El novio (coreógrafa)
- Casa de puertas (bailarina y coreógrafa)
- Simple y maravilloso (coreógrafa)
- Blues en oro y plata (coreógrafa y directora)
- Esta ciudad de Buenos Aires (guionista, vestuarista, coreógrafa y directora)
- 'Puerto tropical (coreógrafa y directora)
- Un día en el parque (coreógrafa)
- Androcles y el león (entrenadora corporal)
- Tango dramático para trece instrumentos (coreógrafa y directora)
- «Mujeres» (concierto de Ébano) (diseñadora de vestuario, coreógrafa y directora)
- Gymnopedie (coreógrafa y directora)
- Dos Danzas (coreógrafa y directora)
- Historieta Tonta (Las Amazonas se Enamoran) (coreógrafa y directora)
- Preludio Nº 2 (coreógrafa y directora)
- Invención (vestuarista, coreógrafa y directora)
- Trilogía Clásica (vestuarista, coreógrafa y directora)
- Interrogatorio al arte contemporáneo (vestuarista y coreógrafa)
- Recital de solos (bailarina y coreógrafa)

## Filmografía
- Tango argentino (1969) dir. Simón Feldman